# 斉藤清一
斉藤 清一（さいとう きよかず、1958年6月10日 - ）は、日本の実業家。大和紡績株式会社代表取締役社長、ダイワボウホールディングス株式会社取締役常務執行役員を務めた。

## 来歴
福島県出身。1982年、駒澤大学経営学部卒業。同年、大和紡績（現ダイワボウホールディングス）入社。2005年10月、衣料製品部長。
2011年6月、大和紡績取締役。同年6月28日、ダイワボウノイ社長。
2016年6月、ダイワボウホールディングス執行役員。2018年6月、同取締役常務執行役員繊維事業統括および大和紡績専務取締役。
2019年4月、大和紡績代表取締役社長に就任。2020年4月1日、ダイワボウポリテック、ダイワボウプログレス、ダイワボウノイ、ダイワボウエステート、ダイワボウアソシエが、大和紡績を存続会社として合併。
2020年9月、同年4月に吸収合併したダイワボウノイの元社員が2014年から2000年にかけて書類を偽造するなどし売買を装う循環取引を行っていた不正取引が発覚。同年12月、弁護士や会計士などで構成された特別調査委員会の調査を経て再発防止策を発表。
2021年1月26日、前年9月に発覚した社員による売上高水増し問題の責任を取り、4月1日付での退任を発表。2021年4月1日、ダイワボウアドバンス顧問。